# Chronika pikirujuščego bombardirovščika
Chronika pikirujuščego bombardirovščika (Хроника пикирующего бомбардировщика) è un film del 1967 diretto da Naum Borisovič Birman.